# Clusia dixonii
Clusia dixonii är en tvåhjärtbladig växtart som beskrevs av Elbert Luther Little. Clusia dixonii ingår i släktet Clusia och familjen Clusiaceae. Inga underarter finns listade i Catalogue of Life.